# موتور ۲۹۰ گسترش
موتور ۲۹۰ گسترش یک منطقهٔ مسکونی در ایران است که در دهستان جازموریان واقع شده‌است. موتور ۲۹۰ گسترش ۶۹ نفر جمعیت دارد.